# Diócesis de Duque de Caxias
La diócesis de Duque de Caxias (en latín: Dioecesis Caxien(sis) y en portugués: Diocese de Duque de Caxias) es una circunscripción eclesiástica latina de la Iglesia católica en Brasil, sufragánea de la arquidiócesis de San Sebastián de Río de Janeiro. La diócesis tiene al obispo Tarcísio Nascentes dos Santos como su ordinario desde el 1 de agosto de 2012. 

## Territorio y organización
La diócesis tiene 503 km² y extiende su jurisdicción sobre los fieles católicos de rito latino residentes en los municipios del estado de Río de Janeiro de Duque de Caxias y São João de Meriti.
La sede de la diócesis se encuentra en la ciudad de Duque de Caxias, en donde se halla la Catedral de San Antonio.
En 2019 en la diócesis existían 22 parroquias.

## Historia
La diócesis fue erigida el 11 de octubre de 1980 con la bula Qui divino consilio del papa Juan Pablo II, obteniendo el territorio de las diócesis de Nova Iguaçu y Petrópolis.

## Estadísticas
De acuerdo al Anuario Pontificio 2020 la diócesis tenía a fines de 2019 un total de 1 187 000 fieles bautizados.
| Año                                                                             | Población            | Población | Población      | Sacerdotes | Sacerdotes    | Sacerdotes    | Bautizados por sacerdote | Diáconos permanentes | Religiosos | Religiosos | Parroquias |
| Año                                                                             | Bautizados católicos | Total     | % de católicos | Total      | Clero secular | Clero regular | Bautizados por sacerdote | Diáconos permanentes | Varones    | Mujeres    | Parroquias |
| ------------------------------------------------------------------------------- | -------------------- | --------- | -------------- | ---------- | ------------- | ------------- | ------------------------ | -------------------- | ---------- | ---------- | ---------- |
| 1990                                                                            | 1 132 000            | 1 223 285 | 92.5           | 21         | 11            | 10            | 53 904                   |                      | 10         | 28         | 21         |
| 1999                                                                            | 974 170              | 1 313 000 | 74.2           | 31         | 16            | 15            | 31 424                   | 1                    | 16         | 80         | 20         |
| 2000                                                                            | 974 170              | 1 313 000 | 74.2           | 31         | 16            | 15            | 31 424                   | 1                    | 16         | 80         | 20         |
| 2001                                                                            | 905 000              | 1 220 420 | 74.2           | 33         | 17            | 16            | 27 424                   | 3                    | 24         | 79         | 20         |
| 2002                                                                            | 963 000              | 1 220 420 | 78.9           | 35         | 19            | 16            | 27 514                   | 3                    | 24         | 79         | 19         |
| 2003                                                                            | 976 000              | 1 235 626 | 79.0           | 34         | 20            | 14            | 28 705                   | 3                    | 23         | 69         | 19         |
| 2004                                                                            | 976 000              | 1 235 626 | 79.0           | 35         | 20            | 15            | 27 885                   | 3                    | 23         | 79         | 18         |
| 2006                                                                            | 1 032 735            | 1 307 170 | 79.0           | 38         | 21            | 17            | 27 177                   | 7                    | 26         | 82         | 18         |
| 2013                                                                            | 1 132 000            | 1 433 000 | 79.0           | 38         | 20            | 18            | 29 789                   | 18                   | 29         | 54         | 20         |
| 2016                                                                            | 1 159 000            | 1 469 000 | 78.9           | 47         | 26            | 21            | 24 659                   | 18                   | 33         | 55         | 21         |
| 2019                                                                            | 1 187 000            | 1 500 000 | 79.1           | 48         | 24            | 24            | 24 729                   | 26                   | 33         | 48         | 22         |
| Fuente: Catholic-Hierarchy, que a su vez toma los datos del Anuario Pontificio. |                      |           |                |            |               |               |                          |                      |            |            |            |

## Episcopologio
- Mauro Morelli (25 de mayo de 1981-30 de marzo de 2005 retirado)
- José Francisco Rezende Dias (30 de marzo de 2005-30 de noviembre de 2011 nombrado arzobispo de Niterói)
- Tarcísio Nascentes dos Santos, desde el 1 de agosto de 2012